# Розе, Эдуард
Эдуард Розе (нем. Eduard Rosé, настоящая фамилия Розенблюм, нем. Rosenblum; 29 марта 1859, Яссы — 24 января 1943, концентрационный лагерь Терезиенштадт) — немецкий виолончелист. Брат Арнольда Розе.
В 1876—1879 гг. учился в Венской консерватории у Райнхольда Хуммера и Карла Уделя (некоторое время одновременно изучал химию в Венском университете под руководством Адольфа Либена). Дебютировал в 1878 году в студенческом камерном концерте, где участвовал, в частности, в премьере скерцо из фортепианного квинтета своего соученика Густава Малера. В 1882—1883 гг. играл в первом составе струнного квартета, основанного братом Арнольдом. Затем предпринял сольное гастрольное турне.
С 1884 г. играл в оркестре Будапештской оперы, участвовал также в оркестре Байройтского фестиваля. В 1898 г. женился на сестре Малера Эмме (1875—1933). В том же году по приглашению Артура Никиша занял пост концертмейстера в Бостонском симфоническом оркестре. Вернувшись год спустя в Европу, работал в Берлине, а в 1900 г. вместе с семьёй обосновался в Веймаре как концертмейстер виолончелей придворного оркестра и оперного театра, где и работал до выхода на пенсию в 1926 г. Некоторое время преподавал также в Веймарской консерватории, но ушёл в отставку после того, как ему было отказано в звании профессора (как считается, по антисемитским мотивам).
После смерти жены в 1933 г. Розе вёл затворнический образ жизни. Их сыновья Эрнест (1900—1988) и Вольфганг (1902—1977) в 1939 и 1941 гг. эмигрировали в США. В конце 1941 года 81-летний Розе обратился с письмом в веймарское отделение гестапо, заявляя о своём несогласии с требованием нацистских властей, согласно которому он должен был прибавить к своему имени второе имя Израиль, чтобы подчеркнуть свою принадлежность к евреям: Розе просил принять во внимание, что ещё в 1891 году он был крещён как протестант. После этого Розе несколько раз арестовывался и подвергался издевательствам, затем был выселен в гетто и в сентябре 1942 года депортирован в Терезиенштадт, где вскоре погиб.